# Annalistyka
Annalistyka (łac. annus „rok”) – nauka zajmująca się badaniem oraz porównywaniem roczników i kronik.